# カルカロドントサウルス
カルカロドントサウルス（Carcharodontosaurus, '鮫の歯を持つ蜥蜴'の意）は、約1億- 約9,300万年前（中生代前期白亜紀終盤［アルビアン］から後期白亜紀序盤［チューロニアン］）までの約700万年の間を、海進時代のアフリカ大陸北部に棲息していた、肉食恐竜である大型獣脚類の一種（1属）。化石は、現在の北アフリカ一帯（エジプト、スーダン、ニジェール、モロッコ）から発見されている。

## 呼称

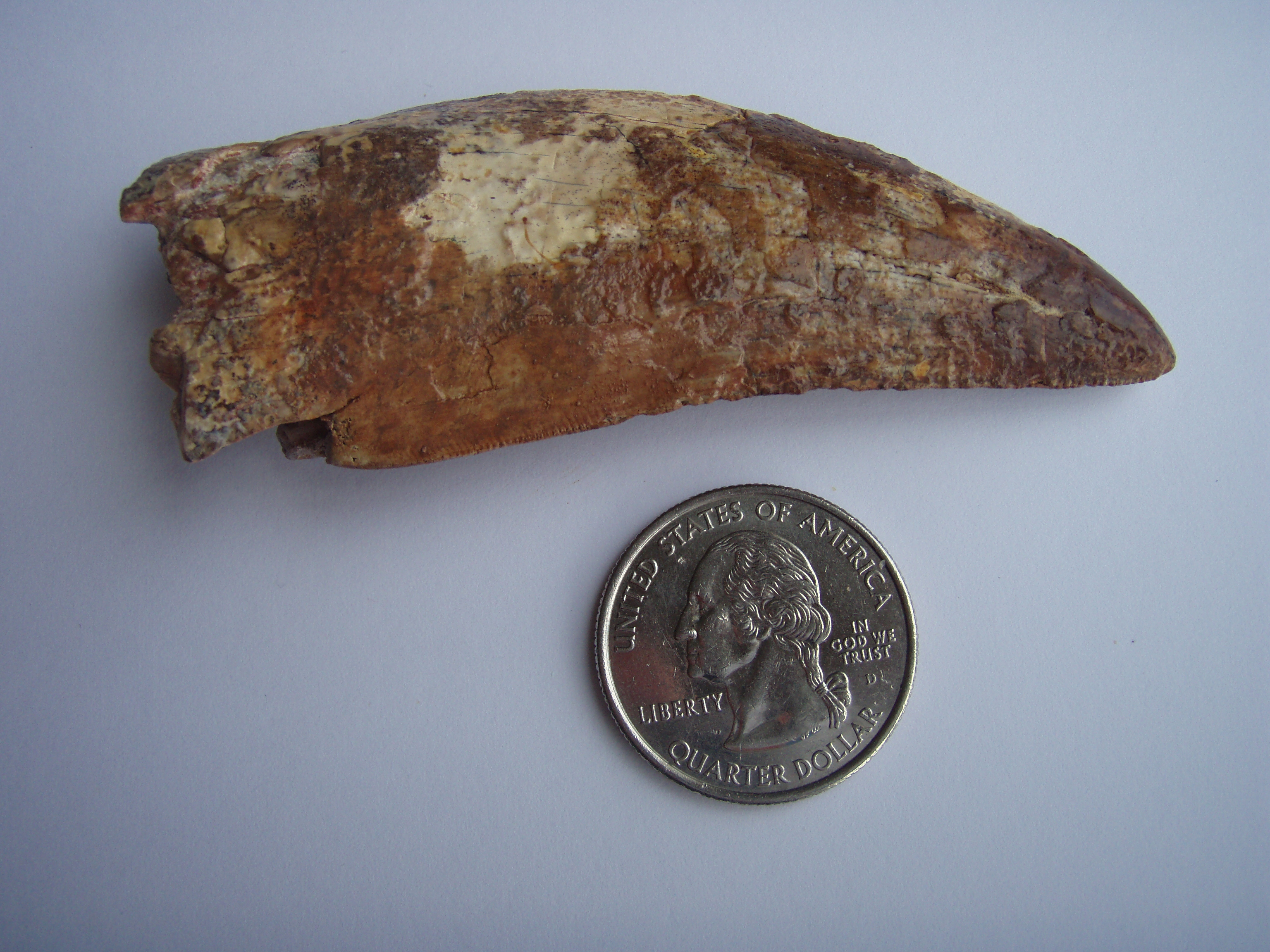
カルカロドントサウルスの歯の化石（サハラ産）

属名 Carcharodontosaurus は、古代ギリシア語: κάρχαρος (karcharos) 「ギザギザの」 ＋ οδούς (odous; 語幹: odont-) 「歯」 ＋ σαῦρος (sauros)  「とかげ」による合成語。あるいは、前2者をあわせた Carcharodon がホホジロザメ属を意味することから、「ホホジロザメ」 ＋ 「とかげ」の合成語と見ることもできる。いずれにしても、薄くて鋸状のサメのような歯をもつことによる命名である。

## 発見史
戦禍に消えた化石と再度の発見

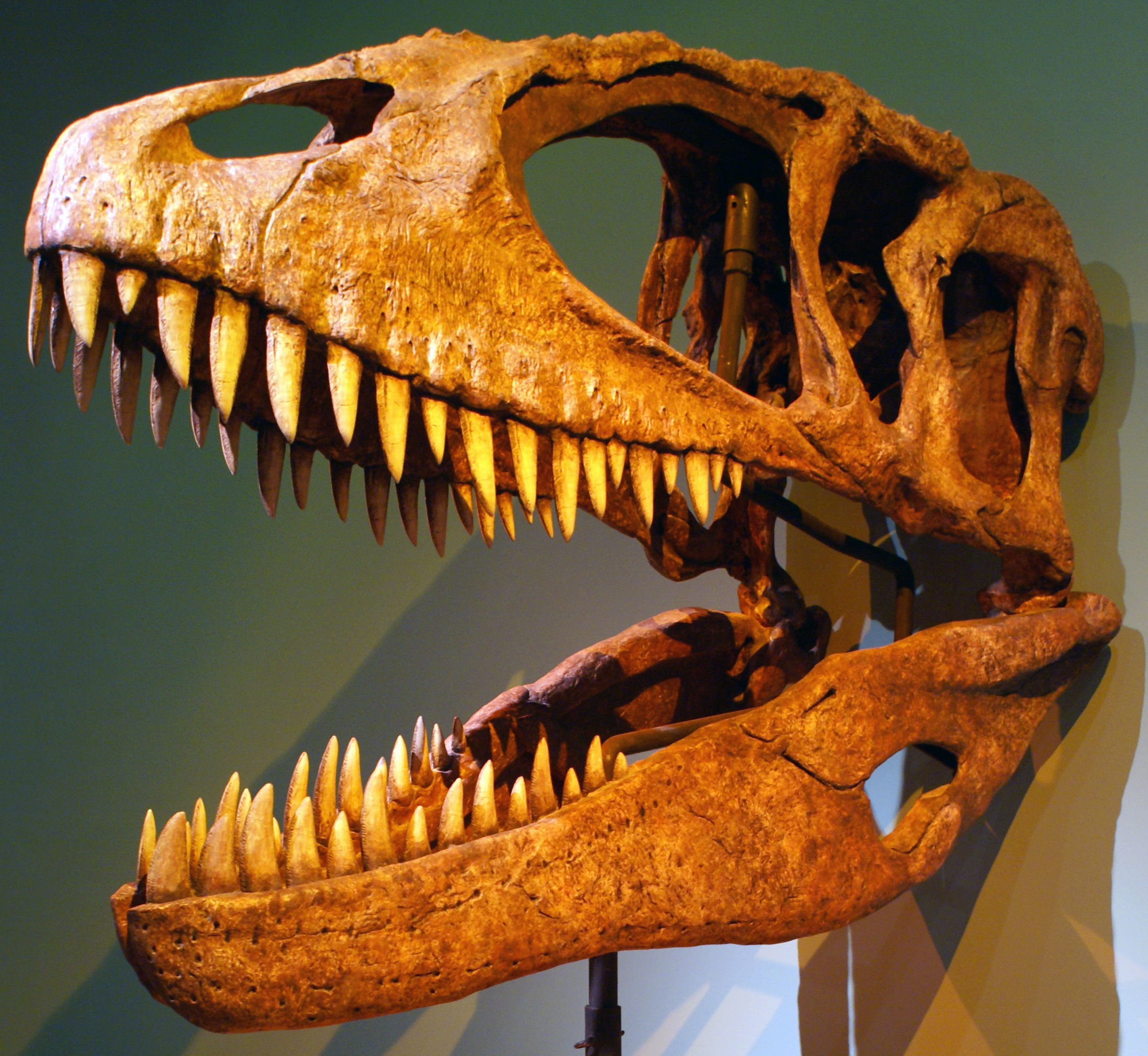
カルカロドントサウルスの頭蓋骨化石標本（モロッコ産）

最初の発見となった特徴ある歯の化石は、フランス人古生物学者シャルル・ドペレ（en）と J.Savornin によって1927年、エジプトの白亜紀層からもたらされ、メガロサウルスの1種、Megalosaurus saharicus （メガロサウルス・サハリクス）と命名された。
加えて1931年には、ドイツ人古生物学者エルンスト・シュトローマーによって歯以外の部位の新発見がなされ、詳しい分析の結果saharicus 種には新属Carcharodontosaurus （カルカロドントサウルス属）の名が与えられることとなり、Megalosaurus 属から変更された。
その後これらの化石群は模式標本となっていたが、ドイツのミュンヘンに運ばれたのち、第二次世界大戦の戦禍に巻き込まれることとなり、ミュンヘン大空襲によって破壊されてしまった。このとき、スピノサウルスの模式標本も同じ運命をたどっている。
しかし、シカゴ大学のアメリカ人古生物学者ポール・セレノの手によって1996年にはモロッコで明らかにカルカロドントサウルスとわかるほぼ完全な頭蓋骨の化石が発見され、模式標本として再記載された。
2025年には、エジプトから記載されていた標本が別属のタメリラプトル（Tameryraptor）として再記載された。

## 生物的特徴

### 形質

人と巨大な獣脚類のスケール比較。
カルカロドントサウルスはオレンジ色。

人間との大きさ比較

体長約11メートル、頭骨長約1.6メートル。ティラノサウルスと同等以上の体長と頭骨長を持ち、体重は5〜7トンに達した史上最大級の肉食恐竜である。同時期に南アメリカ大陸に棲息したギガノトサウルスとは近縁であったと見られている。
学名の由来でもある歯は、肉食恐竜独特の縁の鋸歯が特に大きく、波状で皺（しわ）のような形を成す。断面が薄く、幅がやや広く、前後方向のカーブが少ないという特徴があるため、歯はカルカロドントサウルス化石を判別する有力な証拠になる。ティラノサウルスなど、他の肉食恐竜は獲物の骨まで砕くことのできる形質の歯を持ち、捕食者（プレデター）だけでなく腐肉食者（スカベンジャー）でもあった根拠とされるのに対して、カルカロドントサウルスの歯は肉を食べることに適した形状であるとされ、捕食者の傾向が強かったと考えられている。
前肢もアロサウルス同様に長く、ティラノサウルス類とは異なる。自身より大きな草食恐竜がほとんどいない時代に生息していたティラノサウルスが、自身と同程度の体格かより小型の獲物を捕食していたのに対し、ティタノサウルス類など巨大な草食恐竜と同時代に生きていたカルカロドントサウルスは、かつての剣歯虎（サーベルタイガー）のように、自身より体の大きな獲物に深手を負わせ、出血で死亡させる方法で狩りをしていた可能性が指摘されており、ギガノトサウルスにも同様の言及がある。

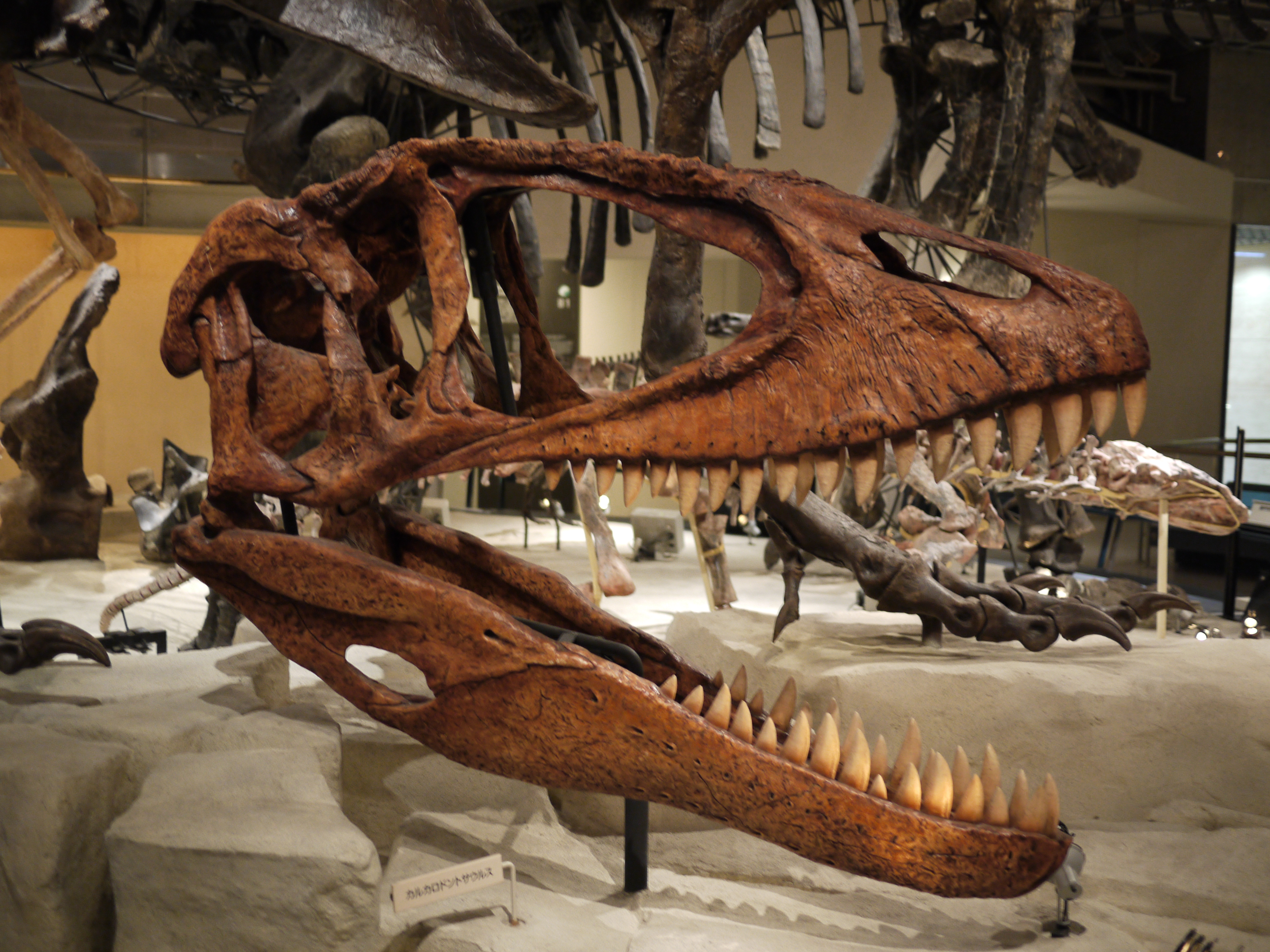
頭骨。国立科学博物館（東京）の展示品。

頭蓋骨（とうがいこつ）は高さがあり、吻部が長く、左右の幅は狭かった。骨の内部は空洞が多く軽量化に役立っていた。
Chureは2000年にカルカロドントサウルスが発達した涙骨を持っている理由は頭突きに使用されたためとした。SerenoとBrusatteは、同じくカルカロドントサウルス科のエオカルカリアの記載時に、このグループの額の隆起が雌をめぐって争うのに使用された可能性を指摘している。
頭蓋骨のサイズはティラノサウルスを上回るほどであるが、脳函の大きさから脳自体はティラノサウルスの3分の2（人間の15分の1）程度であったことがわかっている。これは獣脚類としては一般的な大きさである。

### 分類

#### 系統分類
頭蓋骨や前肢など多くの特徴からギガノトサウルスと近縁とされ、カルカロドントサウルス科をなす。このことはアフリカ大陸と南アメリカ大陸の分離時期が遅かったことの根拠となるとポール・セレノらは見ている。北アメリカのアクロカントサウルスもこの科に属するとされるが、アロサウルス科とする意見も強く、結論は出ていない。いずれにせよ、カルカロドントサウルス科はアロサウルス科、中国の恐竜からなるシンラプトル科（en）とともに近縁であることは間違いなく、総じてアロサウルス上科とされる。

#### 下位分類
- Carcharodontosaurus saharicus　(Depéret et Savornin, 1927)　　カルカロドントサウルス・サハリクス

：模式種。化石標本は戦禍で失われたのち、それとは別に再度発見され、改めて記載されている。
- Carcharodontosaurus iguidensis　Brusatte et Sereno, 2007　　カルカロドントサウルス・イグイデンシス

## 人間との関わり
化石展のグッズショップや化石即売会などで、モロッコ産のカルカロドントサウルスの歯の化石とされる物が、同じくスピノサウルスとされる物とともによく販売されている。本物の産出量は決して多くない事から、市場に出回っている化石の多くは、人の手の入った補修品が多いと考えられている。これらは砂を使って歯根を水増しした物や、モロッコ産の実物から型を取った偽化石であるとされる。科学文献においてもモロッコ産として購入された化石が偽造されていたケースが知られている。